# Iodictyum magniavicularis
Iodictyum magniavicularis is een mosdiertjessoort uit de familie van de Phidoloporidae. De wetenschappelijke naam van de soort is voor het eerst geldig gepubliceerd in 2006 door Amui & Kaselowsky.